# Phytelephas tenuicaulis
Phytelephas tenuicaulis là loài thực vật có hoa thuộc họ Arecaceae. Loài này được (Barfod) A.J.Hend. miêu tả khoa học đầu tiên năm 1995.